# أضواء المدينة (1931)
أضواء المدينة (بالإنجليزية: City Lights) هو فيلم كوميدي تم إنتاجه في الولايات المتحدة وصدر في سنة 1931. الفيلم من إخراج تشارلي تشابلن وكتابة تشارلي تشابلن. من بطولة تشارلي تشابلن.

## الميزانية والإيرادات
بلغت تكلفة إنتاج الفيلم حوالي 1.5 مليون دولار بينما حقق أرباحا تقدر بـ 5,019,181 دولار.

## وصلات خارجية
- أضواء المدينة على موقع IMDb (الإنجليزية)
- أضواء المدينة على موقع ميتاكريتيك (الإنجليزية)
- أضواء المدينة على موقع الموسوعة البريطانية (الإنجليزية)
- أضواء المدينة على موقع روتن توميتوز (الإنجليزية)
- أضواء المدينة على موقع نتفليكس (الإنجليزية)
- أضواء المدينة على موقع قاعدة بيانات الأفلام العربية
- أضواء المدينة على موقع ألو سيني (الفرنسية)
- أضواء المدينة على موقع Turner Classic Movies (الإنجليزية)
- أضواء المدينة على موقع أول موفي (الإنجليزية)
- أضواء المدينة على موقع فيلمافينيتي (الإسبانية)